# Pashukeni Shoombe
Pashukeni Shoombe (sinh ngày 12 tháng 12 năm 1936 tại Vùng Ohangwena) là một chính trị gia và nhà giáo dục người Namibia. Shoombe là một giáo viên ở Vùng Ohangwena, Ovamboland từ năm 1958 đến 1974, khi bà đi lưu vong với Tổ chức Nhân dân Tây Nam Phi (SWAPO). Khi còn lưu vong, Shoombe đã đóng một vai trò nổi bật trong việc xử lý những người lưu vong đồng bào của mình ở Angola, bà đã nhận được Giải thưởng Văn học của UNESCO năm 1991. Năm 1980, bà đã nhận được bằng tốt nghiệp từ Viện Liên hiệp quốc Namibia ở Zambia. Năm 1989, bà được bầu vào Quốc hội lập hiến Namibia, nơi viết Hiến pháp Namibia. Sau đó, bà cũng được bầu vào Quốc hội khóa 2.
Shoombe được trao tặng Huân chương xuất sắc nhất Namibia: Hạng nhất vào Ngày anh hùng 2014.